# Mob Town (2019)
Mob Town ist ein US-amerikanischer Kriminalfilm aus dem Jahr 2019 von Danny A. Abeckaser über das sogenannte „Apalachin-Meeting“, ein Gipfeltreffen der Amerikanischen Cosa Nostra das im Jahr 1957 durch Strafverfolgungsbehörden vorzeitig aufgedeckt wurde und die Existenz der italo-amerikanischen Mafia bestätigte.
Der Film erschien am 13. Dezember 2019 in den Vereinigten Staaten in vereinzelten Kinos und per Video-on-Demand.

## Handlung
Der mächtige Mafioso Vito Genovese von der Luciano-Familie aus New York City beruft am 14. November 1957 ein geheimes Gipfeltreffen der Amerikanischen Cosa Nostra in der ländlichen Gemeinde Apalachin in New York ein, um Expansionspläne zu besprechen. Der Polizist Edgar „Ed“ Croswell vereitelt Vitos Pläne und sorgt dafür, dass das Treffen vorzeitig mit einer Massenflucht der anwesenden Gangster endet. Croswells Vorgehen deckt die Existenz eines nationalen italo-amerikanischen Verbrecher-Syndikats auf und ändert das Gesicht der Gesetzesvollstreckung nachhaltig.

## Entwicklung
Unter dem Arbeitstitel Apalachin begannen die Dreharbeiten zum Film durch Danny A. Abeckasers Produktionsfirma 2bfilms im August des Jahres 2018 und fanden in Newburgh, New York statt.
Im März des Jahres 2019 wurde bekannt, dass Saban Films die Vertriebsrechte an Abeckasers Film erwarb und diesen im Sommer des Jahres 2019 veröffentlichen wird.